# Rover Carbonare
Rover Carbonare è stato un comune italiano  della in provincia autonoma di Trento; istituito nel 1920 in seguito all'annessione della Venezia Tridentina al Regno d'Italia, è stato soppresso nel 1925 aggregandolo a Capriana. Era composto dai paesi di Rover e Carbonare, ora frazioni di Capriana.